# Quévert
Quévert [kevɛʁ] est une commune bretonne du département des Côtes-d'Armor, dans la région Bretagne.
Les habitants se nomment les Quévertois et les Quévertoises. Au recensement de 2006, la ville comptait 3 360 habitants.

## Géographie
Quévert se situe au nord-ouest de Dinan dont elle limitrophe, séparée par la voie rapide N176.

### Hydrographie
Pour un article plus général, voir Réseau hydrographique des Côtes-d'Armor.
La commune est située dans le bassin Loire-Bretagne. Elle est drainée par le Frémur et le Guinefort,.
Le Frémur, d'une longueur de 21 km, prend sa source dans la commune de Corseul et se jette  dans le golfe de Saint-Malo en limite de Lancieux et de Saint-Briac-sur-Mer. 

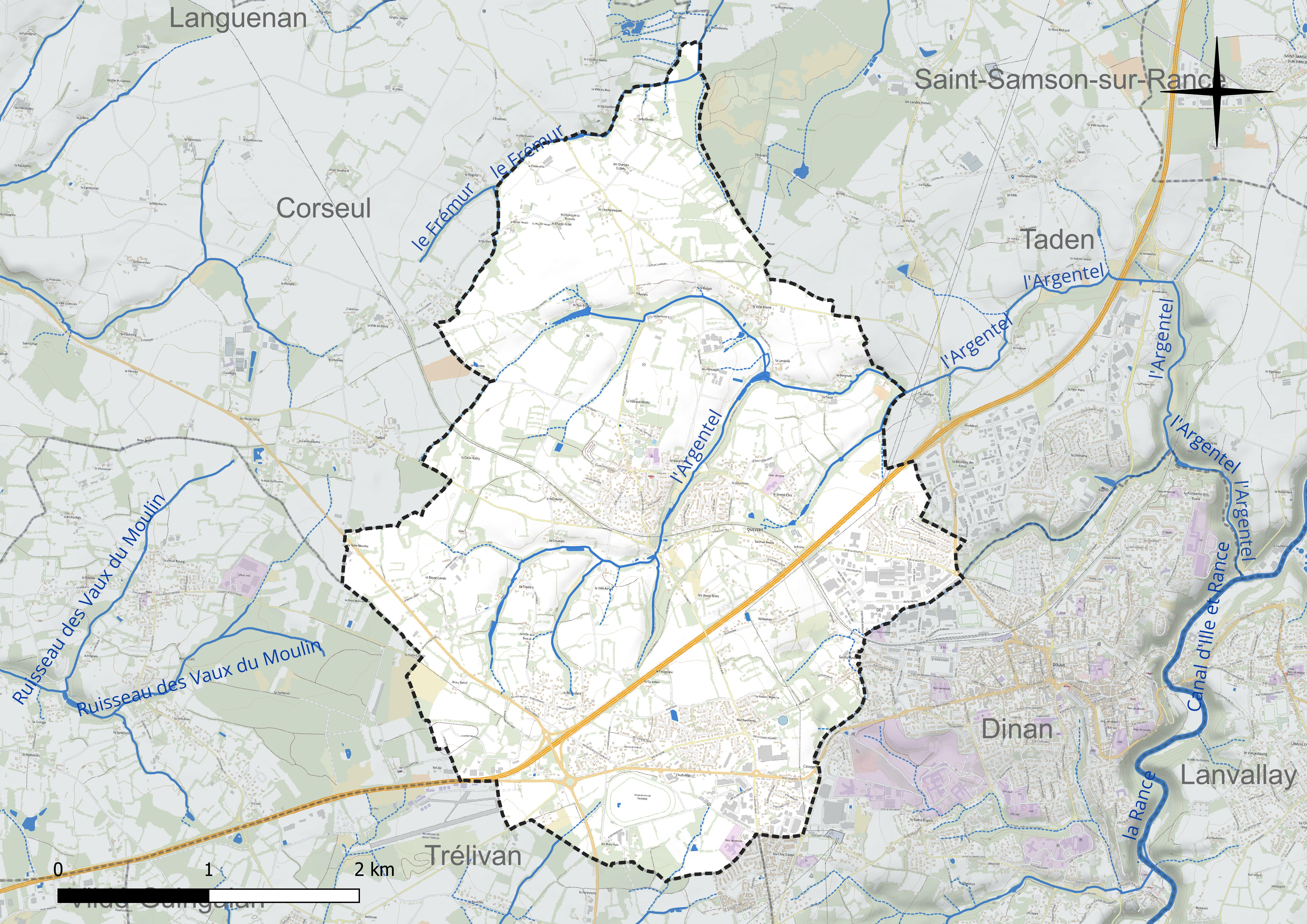
Réseau hydrographique de Quévert.

Le Guinefort, d'une longueur de 18 km, prend sa source dans la commune  et se jette  dans la Rance à Saint-André-des-Eaux, après avoir traversé neuf communes. 

### Climat
Pour des articles plus généraux, voir Climat de la Bretagne et Climat des Côtes-d'Armor.
En 2010, le climat de la commune est de type climat océanique franc, selon une étude du CNRS s'appuyant sur une série de données couvrant la période 1971-2000. En 2020, Météo-France publie une typologie des climats de la France métropolitaine dans laquelle la commune est exposée à un climat océanique et est dans la région climatique Bretagne orientale et méridionale, Pays nantais, Vendée, caractérisée par une faible pluviométrie en été et une bonne insolation. Parallèlement l'observatoire de l'environnement en Bretagne publie en 2020 un zonage climatique de la région Bretagne, s'appuyant sur des données de Météo-France de 2009. La commune est, selon ce zonage, dans la zone « Intérieur  », exposée à un climat médian, à dominante océanique.
Pour la période 1971-2000, la température annuelle moyenne est de 11,3 °C, avec une amplitude thermique annuelle de 11,9 °C. Le cumul annuel moyen de précipitations est de 770 mm, avec 12,1 jours de précipitations en janvier et 6,6 jours en juillet. Pour la période 1991-2020, la température moyenne annuelle observée sur la station météorologique la plus proche, située sur la commune de Pleurtuit à 13 km à vol d'oiseau, est de 11,9 °C et le cumul annuel moyen de précipitations est de 752,0 mm,. Pour l'avenir, les paramètres climatiques de la commune estimés pour 2050 selon différents scénarios d’émission de gaz à effet de serre sont consultables sur un site dédié publié par Météo-France en novembre 2022.

## Urbanisme

### Typologie
Au 1er janvier 2024, Quévert est catégorisée ceinture urbaine, selon la nouvelle grille communale de densité à 7 niveaux définie par l'Insee en 2022.
Elle appartient à l'unité urbaine de Dinan, une agglomération intra-départementale dont elle est une commune de la banlieue,. Par ailleurs la commune fait partie de l'aire d'attraction de Dinan, dont elle est une commune de la couronne,. Cette aire, qui regroupe 25 communes, est catégorisée dans les aires de moins de 50 000 habitants,.

### Occupation des sols
L'occupation des sols de la commune, telle qu'elle ressort de la base de données européenne d’occupation biophysique des sols Corine Land Cover (CLC), est marquée par l'importance des territoires agricoles (74,7 % en 2018), en diminution par rapport à 1990 (78,1 %). La répartition détaillée en 2018 est la suivante :
zones agricoles hétérogènes (30,9 %), terres arables (28,8 %), zones urbanisées (18,2 %), prairies (15 %), zones industrielles ou commerciales et réseaux de communication (6,1 %), forêts (1 %). L'évolution de l’occupation des sols de la commune et de ses infrastructures peut être observée sur les différentes représentations cartographiques du territoire : la carte de Cassini (XVIIIe siècle), la carte d'état-major (1820-1866) et les cartes ou photos aériennes de l'IGN pour la période actuelle (1950 à aujourd'hui).

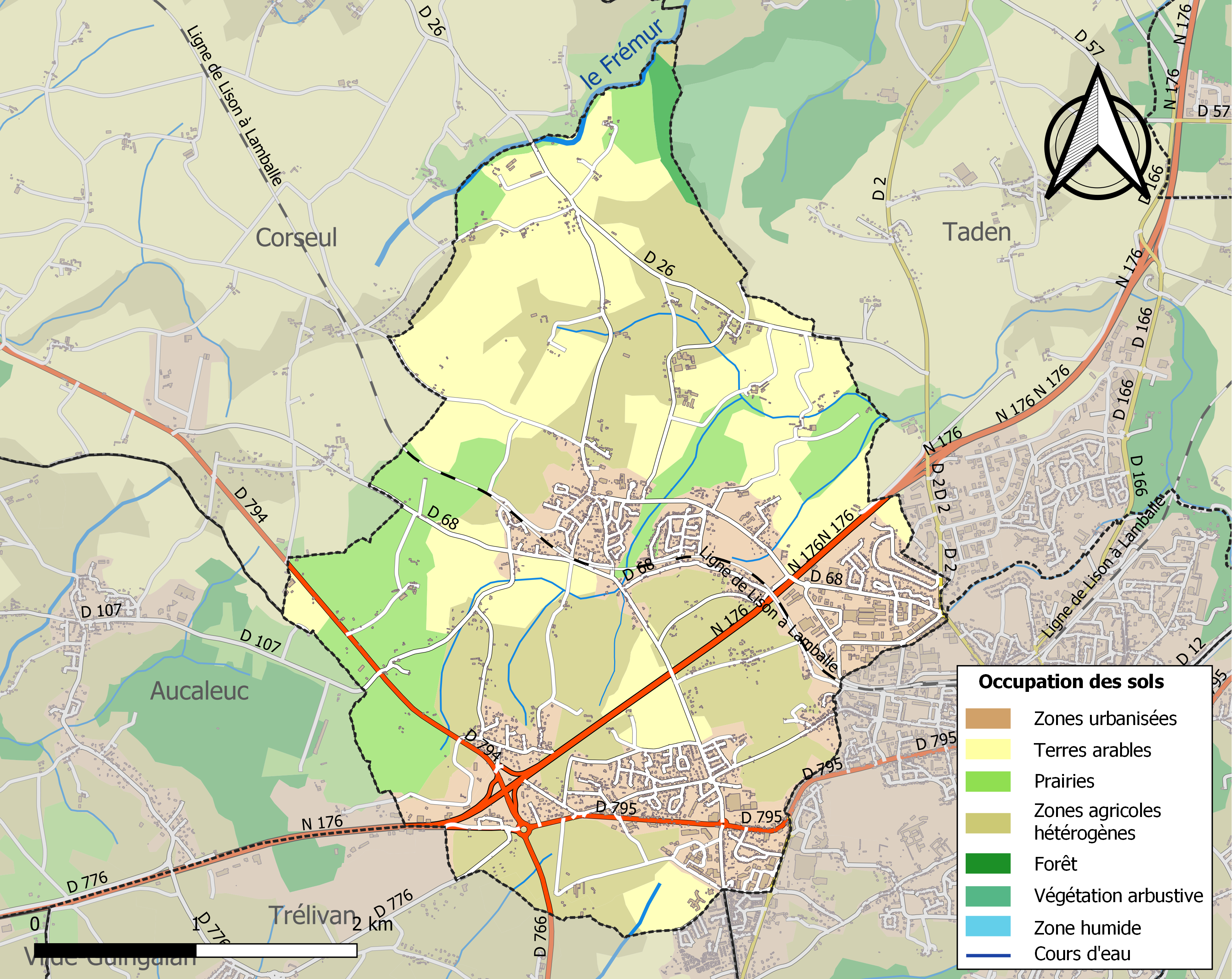
Carte des infrastructures et de l'occupation des sols de la commune en 2018 (CLC).

## Toponymie
Le nom de la localité est attesté sous les formes Quever à la fin du XIIe siècle, Parochia de Quever en 1232, Ecclesia de Quever au XVe siècle.
Kever en breton[réf. nécessaire].
Quévert procède du vieux breton kever (« terre labourée en commun »).

## Histoire

### Antiquité
Plusieurs fouilles archéologiques effectuées au sud,, et au nord-est de Quévert ont révélé la présence d’ateliers métallurgiques pouvant remonter à l’époque de la Tène. Ils se caractérisent par l’utilisation de bas-fourneaux alimentés par du minerai de fer et par du charbon de bois fabriqué sur place dans des fosses charbonnières.
Les sites métallurgiques du nord-est de la commune sont nombreux, ils se répartissent dans un cercle de rayon 2 km autour du bois du Parc, certains se rattachent à l’époque de la Tène, d’autres à l’époque gallo-romaine et d’autres encore pourraient dater de période plus récente, la technique des bas-fourneaux se poursuivant au-delà de la période gallo-romaine.
La production métallurgique révélée au sud de la commune pourrait également dater de la Tène, cette activité se serait poursuivie dans cette zone jusqu’à la période gallo-romaine.
Deux voies romaines traversent la commune de Quévert :
- l’une au nord appelée maintenant le chemin de l’Estrat, elle reliait Corseul (Fanum Martis) à Avranches (Legedia), une dérivation desservait le port fluvial de Taden,
- la deuxième dont le tracé n’a pas été clairement identifié malgré deux fouilles successives[21],[22], traverse la commune au sud, elle allait de Corseul à Rennes (Condate).

Le chemin de l’Estrat a fait l’objet d’un sondage archéologique en 1978, il a mis en évidence la structure bombée de la route et le pavement constitué d’imposantes dalles de pierre.
C’est à proximité de ces deux voies romaines qu’on été découverts les sites métallurgiques évoqués dans le paragraphe protohistoire.

### Moyen Âge
Quévert existe depuis le XIIe siècle et fut rattachée à Corseul puis à Saint-Malo. Comme les autres communes françaises, elle élit sa première municipalité en 1790.
En 1977, une prospection archéologique aérienne a révélé la présence d'une motte féodale arasée à proximité du château du Bois-Riou.
Dans son Dictionnaire historique et géographique de la province de Bretagne, Jean Ogée mentionne la présence des ruines du château de la Brosse, il appartenait en 1400 à Jean du Bois-Riou, chevalier, seigneur de la Brosse.
Vildé-Goëllo était un village de la paroisse de Quévert situé au sud de la commune à l’emplacement des actuels lotissements construits entre la N176 et la D795, à l’ouest du quartier de Sainte-Anne, une impasse en porte encore le nom. A l’époque médiévale, il constituait un fief des Templiers rattaché au Temple de la Nouée en Yvignac. Une charte de 1182 le dénommait l’aumônerie de Goëllo (Elemosina de Gouelou). Cet établissement comprenait un manoir et une chapelle qui ont totalement disparu.

### XXesiècle

#### Les guerres duXXesiècle
Le monument aux morts porte les noms des 80 soldats morts pour la Patrie :
- 72 sont morts durant la Première Guerre mondiale ;
- 5 sont morts durant la Seconde Guerre mondiale ;
- 1 est mort durant la guerre d'Algérie ;
- 2 sont morts durant la guerre d'Indochine.

#### La période contemporaine
À partir des années 1960, la commune a vu sa population considérablement augmenter, les lotissements pavillonnaires se sont multipliés et Quévert est devenue plus urbaine que rurale. Philippe Dressayre a analysé cette évolution lors d'une enquête réalisée en 1976-1977.
Le 19 avril 2000, une jeune femme de 28 ans, employée du restaurant McDonald's de Quévert, est tuée par une bombe qui explose sur son lieu de travail. L'attentat a été attribué à la mouvance indépendantiste bretonne par la division nationale antiterroriste malgré un démenti,. Les trois indépendantistes jugés pour cet attentat ont été définitivement acquittés en 2009. Ainsi personne n'a été condamné dans cette affaire.

## Héraldique
| Blason de Quévert | Blason  | Taillé : au premier de sinople à la croix pattée alésée d'argent, au second de gueules à la roue dentée d'or : à la cotice en barre d'argent chargée de cinq mouchetures d'hermine de sable brochant sur la partition ; le tout sommé d'un chef d'argent fretté d'azur de huit pièces. |
| Blason de Quévert | Détails | Le statut officiel du blason reste à déterminer. |

## Politique et administration

### Rattachements administratifs et électoraux

#### Circonscriptions de rattachement
Quévert appartient à l'arrondissement et au canton de Dinan depuis le redécoupage cantonal de 2014. Avant cette date, la commune était rattachée au canton de Dinan-Ouest.
Pour l'élection des députés, la commune fait partie de la deuxième circonscription des Côtes-d'Armor, représentée depuis août 2022 par Chantal Bouloux (RE), ancienne suppléante d'Hervé Berville, qui remplace ce dernier, nommé au gouvernement.

#### Intercommunalité
Depuis le 1er janvier 2017, Quévert appartient à Dinan Agglomération et en est la troisième ville, derrière Dinan et Lanvallay. Cette intercommunalité a succédé au District urbain de Dinan puis à la Communauté de communes de Dinan (CODI), créée en janvier 2000, et rebaptisée Dinan communauté.
Quévert faisait aussi partie du Pays de Dinan.

#### Institutions judiciaires
Sur le plan des institutions judiciaires, la commune relève du conseil de prud’hommes de Dinan, du tribunal judiciaire (qui a remplacé le tribunal d'instance et le tribunal de grande instance le 1er janvier 2020), du tribunal pour enfants et du tribunal de commerce de Saint-Malo, de la cour d’appel et du tribunal administratif de Rennes et de la cour administrative d'appel de Nantes.

### Administration municipale
Le nombre d'habitants au dernier recensement étant compris entre 3 500 et 4 999, le nombre de membres du conseil municipal est de 27.

## Démographie
L'évolution du nombre d'habitants est connue à travers les recensements de la population effectués dans la commune depuis 1793. Pour les communes de moins de 10 000 habitants, une enquête de recensement portant sur toute la population est réalisée tous les cinq ans, les populations de référence des années intermédiaires étant quant à elles estimées par interpolation ou extrapolation. Pour la commune, le premier recensement exhaustif entrant dans le cadre du nouveau dispositif a été réalisé en 2006.

En 2022, la commune comptait 3 963 habitants, en évolution de +6,42 % par rapport à 2016 (Côtes-d'Armor : +1,78 %, France hors Mayotte : +2,11 %).
| 1793 | 1800 | 1806 | 1821  | 1831  | 1836  | 1841  | 1846  | 1851  |
| ---- | ---- | ---- | ----- | ----- | ----- | ----- | ----- | ----- |
| 860  | 985  | 989  | 1 355 | 1 136 | 1 227 | 1 181 | 1 192 | 1 299 |

| 1856  | 1861  | 1866  | 1872  | 1876  | 1881  | 1886  | 1891  | 1896  |
| ----- | ----- | ----- | ----- | ----- | ----- | ----- | ----- | ----- |
| 1 218 | 1 246 | 1 279 | 1 356 | 1 430 | 1 374 | 1 334 | 1 380 | 1 388 |

| 1901  | 1906  | 1911  | 1921  | 1926  | 1931  | 1936  | 1946  | 1954  |
| ----- | ----- | ----- | ----- | ----- | ----- | ----- | ----- | ----- |
| 1 371 | 1 412 | 1 342 | 1 125 | 1 165 | 1 189 | 1 157 | 1 173 | 1 155 |

| 1962  | 1968  | 1975  | 1982  | 1990  | 1999  | 2006  | 2011  | 2016  |
| ----- | ----- | ----- | ----- | ----- | ----- | ----- | ----- | ----- |
| 1 415 | 1 542 | 2 579 | 2 924 | 3 007 | 3 118 | 3 360 | 3 687 | 3 724 |

| 2021  | 2022  | - | - | - | - | - | - | - |
| ----- | ----- | - | - | - | - | - | - | - |
| 3 966 | 3 963 | - | - | - | - | - | - | - |

## Lieux et monuments

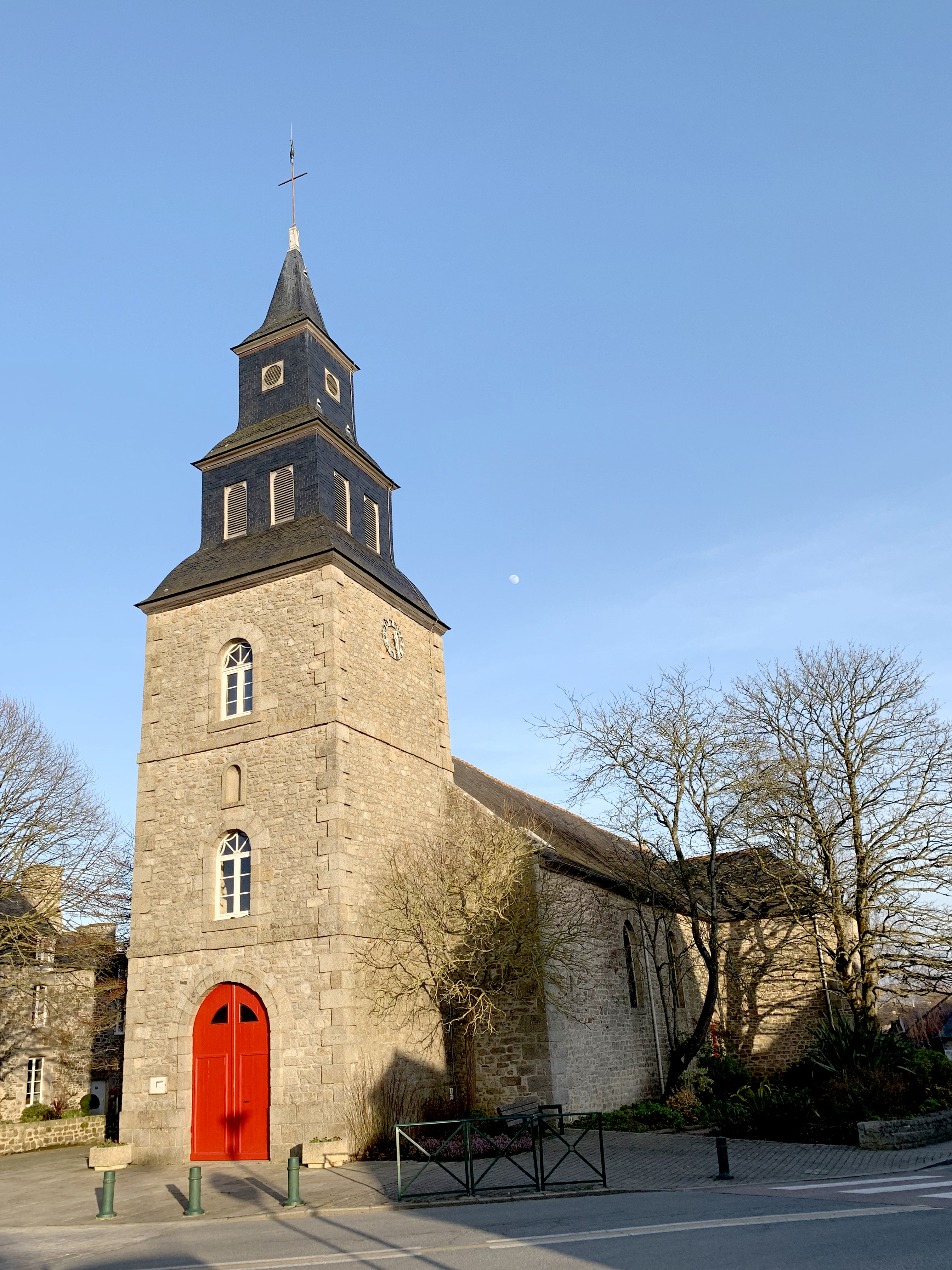
L'église Saint-Laurent de Quévert.

- La chapelle Sainte-Anne-du-Rocher date du XVIIe siècle[47]. Son retable (XVIIe siècle)[48] a été restauré en 2020[49], il comporte un groupe sculpté en bois polychrome représentant Sainte-Anne et la Vierge (XVIIe siècle)[50]. La porte sud est surmontée d'un haut-relief représentant la crucifixion et datant du XIVe siècle[51].

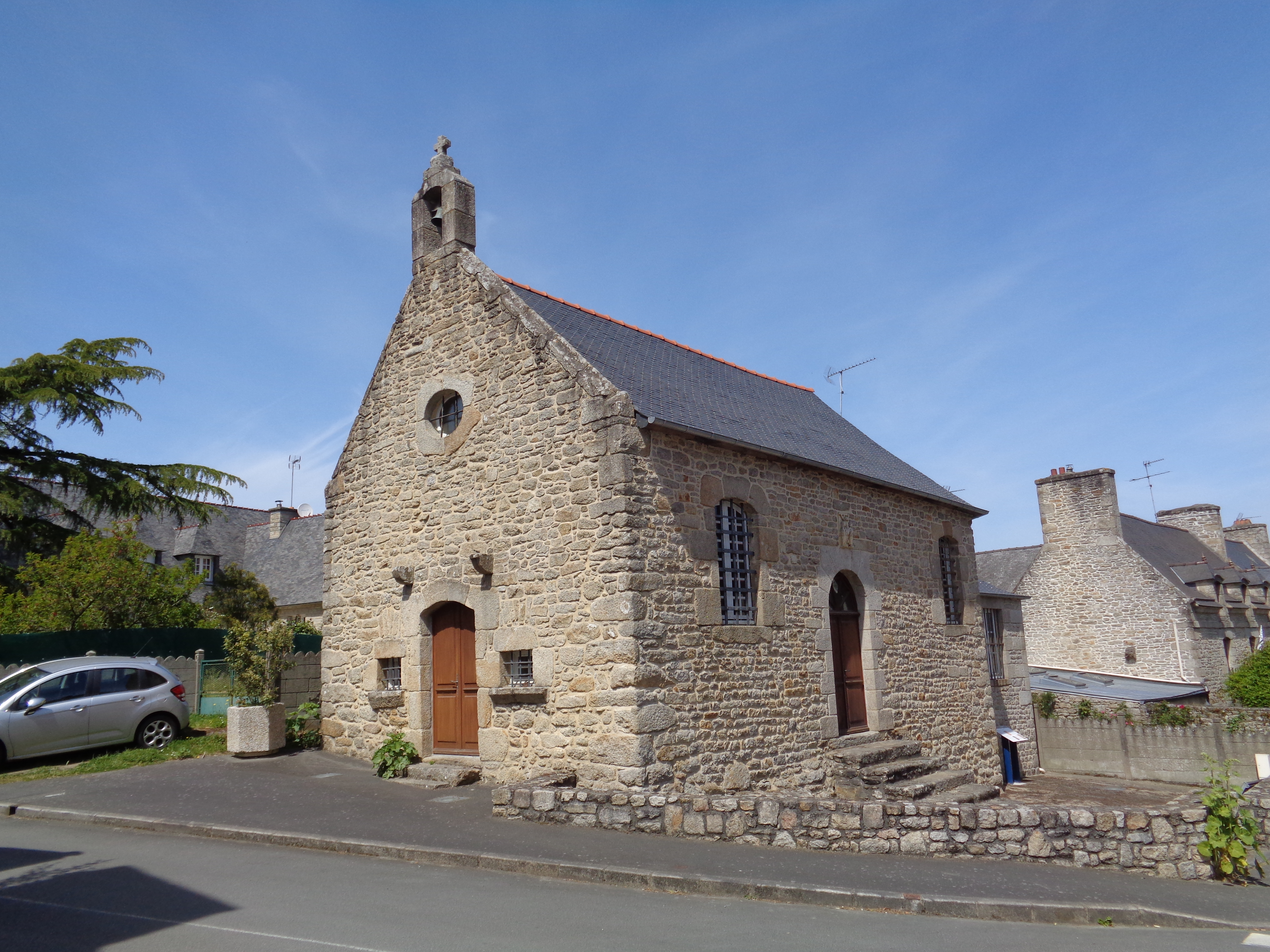
Chapelle Sainte-Anne.
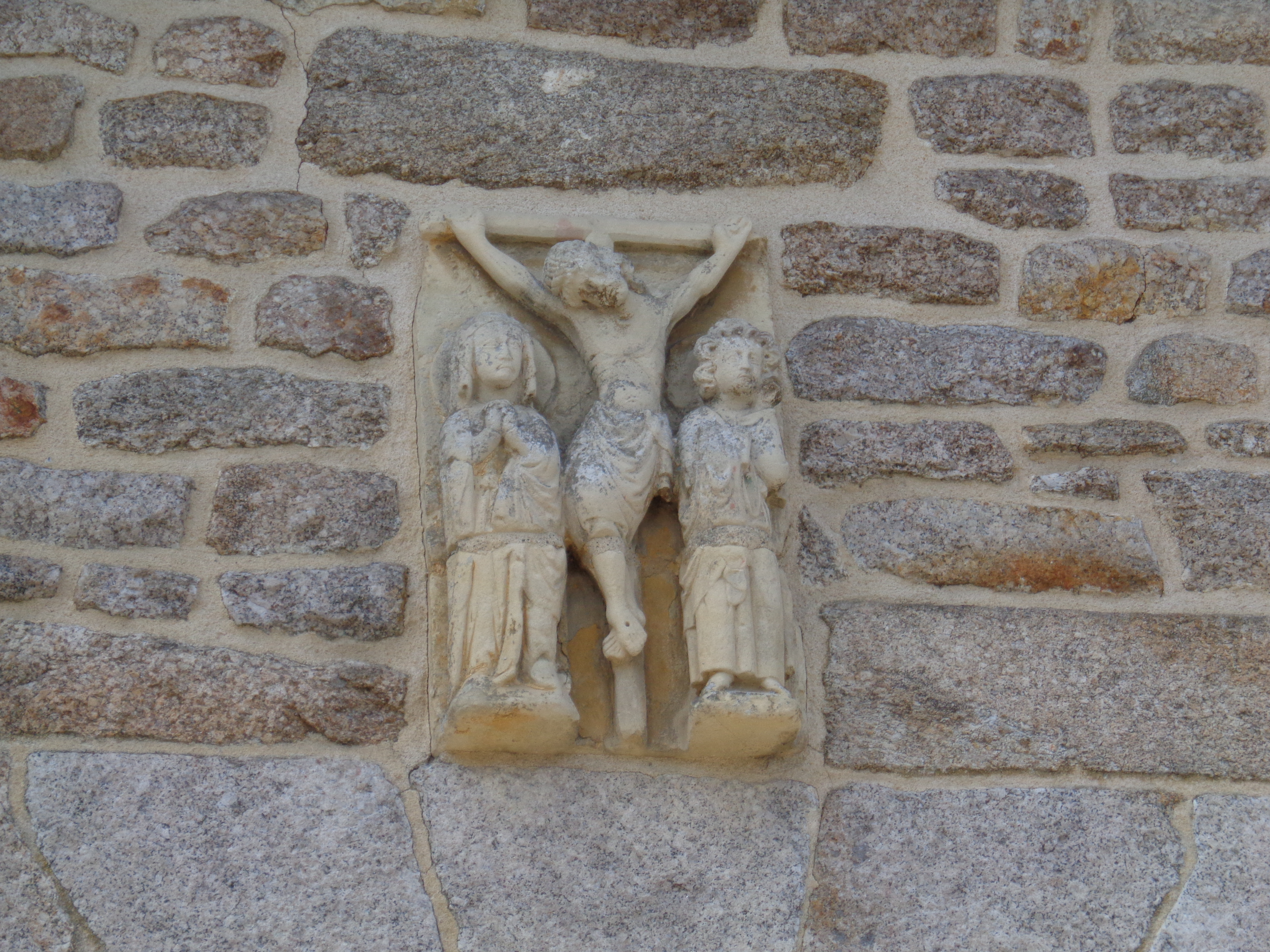
Haut-relief.

- L'église paroissiale est dédiée à Saint-Laurent, ses fonts baptismaux sont du XVIe siècle. Le retable du maître autel[52] et ses trois statues associées (Notre-Dame du Bon Secours[53], Saint Étienne[54] et Saint Guillaume[55]) datent du XIXe siècle.

## Éducation et culture
« Les Mordus de la Pomme » organise chaque année la Fête de la Pomme le premier week-end de novembre.
Les différents métiers liés à la culture, à l'exploitation et à la vente des pommes sont exposés.
Des concours de présentations en corbeilles et de dessins faits par les enfants des écoles du pays de Dinan sont organisés à cette occasion.

## Activités sportives
- Le Hockey Club Quévertois est septuple champion de France de rink hockey en 2014[56].

## Environnement
La commune de Quévert est connue pour son Courtil des Senteurs, une roseraie aménagée autour d'une fontaine. Y sont plantés et entretenus des rosiers contemporains ou rares.
À chaque naissance de fille à Quévert, un rosier est planté.
La commune a fait aménager des parcours pédestres thématiques, ainsi le Chemin des fleurs ou le chemin des Roches est particulièrement dédié au granit.